# Premio Pulitzer de Periodismo Internacional
El Premio Pulitzer: Periodismo de Asuntos Internacionales es entregado desde 1942 por una distinción de reportajes sobre asuntos internacionales.

## Ganadores
- 1942: Laurence Edmund Allen, Associated Press.
- 1943: Ira Wolfert, North American Newspaper Alliance.
- 1944: Daniel De Luce, Associated Press.
- 1945: Mark S. Watson, The Baltimore Sun.
- 1946: Homer William Bigart, New York Herald Tribune.
- 1947: Eddy Gilmore, Associated Press.
- 1948: Paul W. Ward, The Baltimore Sun.
- 1949: Price Day, The Baltimore Sun.
- 1950: Edmund Stevens, Christian Science Monitor.
- 1951: Keyes Beech (Chicago Daily News); Homer Bigart (New York Herald Tribune); Marguerite Higgins (New York Herald Tribune); Relman Morin (Associated Press); Fred Sparks (Chicago Daily News); y Don Whitehead (Associated Press).
- 1952: John M. Hightower, Associated Press.
- 1953: Austin Wehrwein, Milwaukee Journal
- 1954: Jim G. Lucas, Scripps-Howard Newspapers.
- 1955: Harrison E. Salisbury, New York Times.
- 1956: William Randolph Hearst Jr., J. Kingsbury-Smith y Frank Conniff del International News Service.
- 1957: Russell Jones, United Press.
- 1958: Equipo de New York Times.
- 1959: Joseph Martin y Philip Santora, New York Daily News.
- 1960: A.M. Rosenthal, New York Times.
- 1961: Lynn Heinzerling, Associated Press.
- 1962: Walter Lippmann, New York Herald Tribune Syndicate.
- 1963: Hal Hendrix, Miami News.
- 1964: Malcolm W. Browne del Associated Press y David Halberstam del New York Times.
- 1965: J. A. Livingston, Philadelphia Bulletin.
- 1966: Peter Arnett, Associated Press.
- 1967: R. John Hughes, Christian Science Monitor.
- 1968: Alfred Friendly, The Washington Post.
- 1969: William Tuohy, Los Angeles Times.
- 1970: Seymour M. Hersh, Dispatch News Service.
- 1971: Jimmie Lee Hoagland, The Washington Post.
- 1972: Peter R. Kann, Wall Street Journal.
- 1973: Max Frankel, New York Times.
- 1974: Hedrick Smith, New York Times.
- 1975: William Mullen, reportero, y el fotógrafo Ovie Carter, Chicago Tribune.
- 1976: Sydney H. Schanberg, New York Times.
- 1977: No hubo entrega
- 1978: Henry Kamm, New York Times.
- 1979: Richard Ben Cramer, The Philadelphia Inquirer.
- 1980: Joel Brinkley, reportero y Jay Mather, fotógrafo de Louisville Courier-Journal.
- 1981: Shirley Christian, Miami Herald.
- 1982: John Darnton, New York Times.
- 1983: Thomas L. Friedman y Loren Jenkins, New York Times y The Washington Post.
- 1984: Karen Elliott House, Wall Street Journal.
- 1985: Josh Friedman y Dennis Bell, reporteros, y Ozier Muhammad, fotógrafo de Newsday.
- 1986: Lewis M. Simons, Pete Carey y Katherine Ellison, San Jose Mercury News.
- 1987: Michael Parks, Los Angeles Times.
- 1988: Thomas L. Friedman, New York Times.
- 1989: Bill Keller, New York Times.
- 1989: Glenn Frankel, The Washington Post.
- 1990: Nicholas D. Kristof y Sheryl WuDunn, New York Times.
- 1991: Caryle Murphy, The Washington Post.
- 1991: Serge Schmemann, New York Times.
- 1992: Patrick J. Sloyan, Newsday.
- 1993: John F. Burns, New York Times.
- 1993: Roy Gutman, Newsday.
- 1994: Equipo de The Dallas Morning News.
- 1995: Mark Fritz, Associated Press.
- 1996: David Rohde, Christian Science Monitor.
- 1997: John F. Burns, New York Times.
- 1998: Equipo de New York Times.
- 1999: Equipo de Wall Street Journal.
- 2000: Mark Schoofs, Village Voice.
- 2001: Ian Denis Johnson, Wall Street Journal.
- 2001: Paul Salopek, Chicago Tribune.
- 2002: Barry Bearak, New York Times.
- 2003: Kevin Sullivan y Mary Jordan, The Washington Post.
- 2004: Anthony Shadid, The Washington Post.
- 2005: Kim Murphy del Los Angeles Times.
- 2005: Dele Olojede del Newsday.
- 2006: Joseph Kahn y Jim Yardley del New York Times.
- 2007: Equipo del The Wall Street Journal.
- 2008: Steve Fainaru deThe Washington Post.
- 2009: Equipo de The New York Times.
- 2010: Anthony Shadid de The Washington Post.
- 2011: Clifford J. Levy y Ellen Barry del The New York Times-
- 2012: Jeffrey Gettleman de The New York Times.
- 2013: David Barboza de The New York Times.
- 2014: Jason Szep y Andrew R.C. Marshall de Reuters.
- 2015: Equipo de The New York Times.
- 2016: Alissa J. Rubin de The New York Times.
- 2017: Equipo de The New York Times.
- 2018: Clare Baldwin, Andrew R.C. Marshall y Manuel Mogato de Reuters.
- 2019: Maggie Michael, Maad al-Zikry y Nariman El-Mofty de Associated Press.
- 2020: Equipo de The New York Times.
- 2021: Megha Rajagopalan, Alison Killing y Christo Buschek de BuzzFeed News.
- 2022: Equipo de The New York Times.